# 東山梨郡

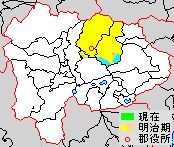
山梨県東山梨郡の範囲（水色：後に他郡から編入した地域 薄黄：後に他郡に編入された区域）

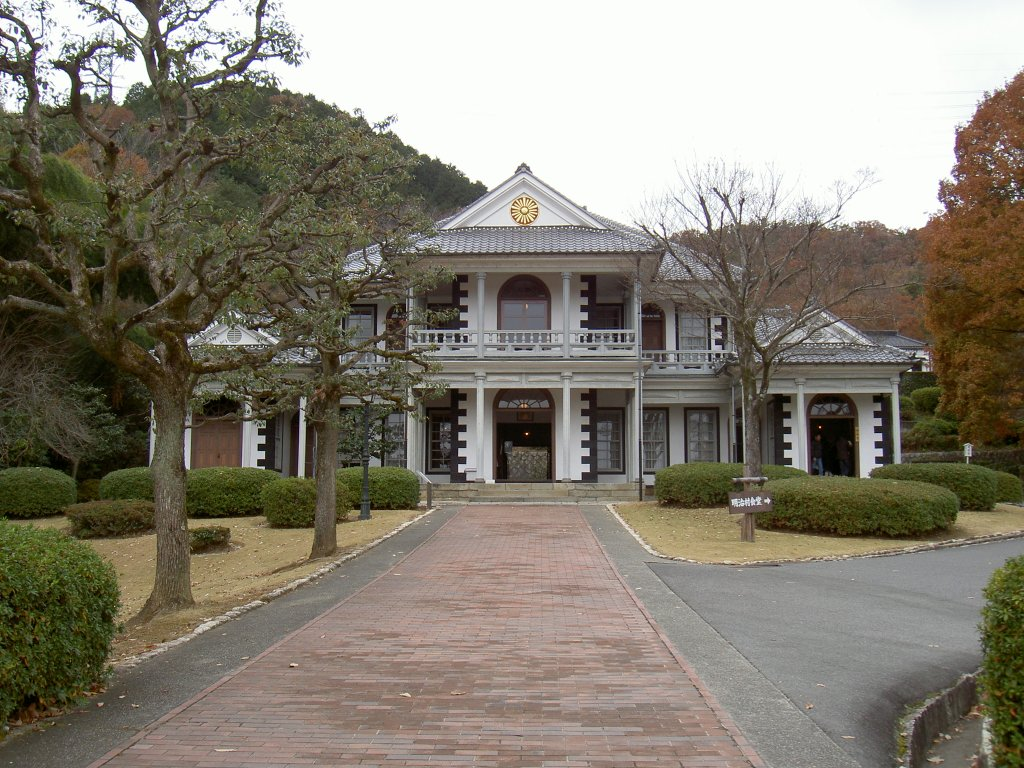
旧・東山梨郡役所（愛知県犬山市）

東山梨郡（ひがしやまなしぐん）は、山梨県にあった郡。

## 郡域
1878年（明治11年）に発足した当時の郡域は、下記の区域にあたる。
- 山梨市
- 甲州市の大部分（勝沼町上岩崎・勝沼町下岩崎・勝沼町藤井・大和町日影・大和町田野・大和町木賊を除く）
- 笛吹市の一部（春日居町小松・春日居町国府・春日居町鎮目・春日居町山崎・春日居町松本以北）

## 郡役所
郡区町村編制法の施行に伴う東山梨郡が置かれると、明治11年（1878年）12月23日に加賀美嘉兵衛が初代東山梨郡長に任ぜられるとともに、平等村（現在の山梨市）正徳寺の根津嘉兵衛宅に東山梨郡役所が設けられ、明治12年（1879年）1月25日に郡役所が開庁された。
その後、明治13年（1880年）3月31日に鯉淵忠常が二代東山梨郡長に任ぜられると、東山梨郡役所を同郡内の中央に位置する日下部村（現在の山梨市）に建設することとし、郡内各村有志者の寄附金5,609円18銭を以て郡役所庁舎が建築され、明治18年（1885年）10月10日に擬洋風建築、いわゆる藤村式建築による新庁舎の落成式が挙行され、平等村から日下部村小原西762番地の新庁舎（敷地面積 717坪、建物面積 139坪（本館40坪、土蔵10坪、その他89坪））に移転している。
なお、1885年に建設された東山梨郡役所庁舎は郡制廃止後に日下部警察署庁舎に転用され、昭和37年（1962年）に同警察署が新築移転するまで使用された後、同庁舎の払い下げを受けた地元の個人から博物館明治村に移築され、1966年6月11日に国の重要文化財に指定されている。

## 歴史

### 郡発足までの沿革
- 「旧高旧領取調帳」に記載されている、山梨郡のうち後の当郡域の、明治初年時点での支配は以下の通り。●は村内に寺社領が、○は寺社除地[2]が存在。（94村）

| 知行   | 知行                   | 村数 | 村名 |
| ------ | ---------------------- | ---- | --- |
| 幕府領 | 甲府代官所             | 34村 | ●市川村、●隼村、●西保下村、●西保中村、○西保北原村、堀ノ内村、●千野々宮村、●○小屋敷村、●上万力村、上岩下村、●上井尻村、●大工村、杣口村、成沢村、●七日市場村、●室伏村、●倉科村、山根村、八幡南村、●八幡北村、●牧平村、●藤木村、●江曽原村、切差村、三日市場村、正徳寺村、水口村、下岩下村、徳和村、下釜口村、上釜口村、●下柚木村、●川浦村、上柚木村                                                                              |
| 幕府領 | 石和代官所             | 18村 | 鶴瀬村、●初鹿野村、●等々力村、●菱山村、●勝沼村、●下栗原村、山崎村、●松本村、●鎮目村、●国府村、徳条村、●小佐手村、●上萩原村、上小田原村、●下小田原村、平沢村、福生里村、●竹森村 |
| 幕府領 | 田安徳川家             | 40村 | ●岩手村、●一丁田中村、●西後屋敷村、●西広門田村、西ノ原村、●千野村、●落合村、●小原東分村、小原西分村、●大野村、●綿塚村、●上粟生野村、●加茂村、●○上栗原村、●上於曽村、●上神内川村、●上石森村、中萩原村、●中村、●牛奥村、●歌田村、●熊野村、●熊野堂村、●桑戸村、●窪平村、山村、●小松村、●寺本村、●休息村、下塩後村、●城古寺村、●下粟生野村、●下萩原村、下於曽村、●下井尻村、●下神内川村、●下石森村、東後屋敷村、下荻原村、●赤尾村 |
| 幕府領 | 甲府代官所・田安徳川家 | 2村  | ●別田村、●上塩後村 |

- 慶応4年
  - 5月24日（1868年7月13日） - 田安徳川家が立藩して田安藩となる。
  - 9月4日（1868年10月19日） - 甲府代官所・石和代官所の管轄地がそれぞれ府中県・石和県の管轄となる。
  - 10月28日（1868年12月11日） - 田安藩領を除く全域が甲斐府の管轄となる。
- 明治2年
  - 7月20日（1869年8月27日） - 甲斐府が甲府県に改称。
  - 12月26日（1870年1月27日） - 田安藩が廃藩。
- 明治3年
  - 5月 - 旧・田安藩領が正式に甲府県の管轄となる。
  - 11月20日（1871年1月10日） - 甲府県が山梨県に改称。
- 明治7年（1874年）から明治8年（1875年）にかけて下記の町村の統合が行われる。カッコ内は統合時期。（31村）
  - 岡辺村 ← 松本村、山崎村、鎮目村、国府村、徳条村（明治8年1月）
  - 春日居村 ← 別田村、桑戸村、熊野堂村、加茂村、寺本村、小松村（明治7年10月）、下岩下村（明治8年6月）
  - 平等村 ← 正徳寺村、落合村、上岩下村、山根村、矢坪村[6]（明治8年1月）
  - 八幡村 ← 八幡南村、八幡北村、市川村、江曽原村、大工村、堀ノ内村、水口村、切差村（明治8年1月）
  - 西保村 ← 牧平村、西保北原村、西保中村（明治8年1月）
  - 中牧村 ← 西保下村、倉科村（明治8年1月）
  - 諏訪村 ← 隼村、窪平村、城古寺村、千野々宮村、杣口村、室伏村、成沢村（明治8年1月）
  - 釜川村 ← 川浦村、上釜口村（明治7年6月）
  - 釜和原村 ← 下釜口村、徳和村、下荻原村（明治7年6月）
  - 柚木村 ← 上柚木村、下柚木村（明治7年）
  - 松里村 ← 藤木村、小屋敷村、三日市場村、上井尻村（明治8年2月3日）
  - 日下部村 ← 下井尻村、七日市場村、小原東分村、小原西分村（明治8年2月）
  - 加納岩村 ← 上神内川村、下神内川村、石森村[7]、大野村（明治8年7月）
  - 後屋敷村 ← 西後屋敷村、東後屋敷村（明治7年1月）
  - 七里村 ← 上塩後村、下塩後村、上於曽村、下於曽村、千野村、赤尾村、下萩原村（明治8年2月）
  - 大藤村 ← 上粟生野村、下粟生野村、中萩原村（明治8年2月）
  - 神金村 ← 下小田原村、上小田原村、上萩原村（明治8年）
  - 玉宮村 ← 竹森村、福生里村、平沢村（明治8年6月）
  - 奥野田村 ← 牛奥村、西ノ原村、熊野村、西広門田村（明治8年2月）
  - 日川村 ← 中村、上栗原村、下栗原村、歌田村、一町田中村（明治8年6月）

### 郡発足後の沿革
- 明治11年（1878年）12月19日 - 郡区町村編制法の山梨県での施行により、山梨郡のうち31村の区域をもって東山梨郡が発足。郡役所を日下部村に設置。
- 明治12年（1879年）3月 - 岡辺村が改称して岡部村となる。

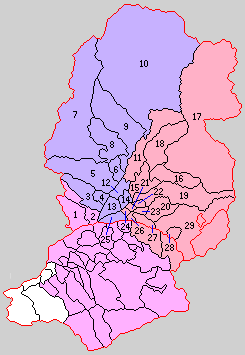
1.岡部村 2.春日居村 3.平等村 4.上万力村 5.八幡村 6.岩手村 7.西保村 8.中牧村 9.諏訪村 10.三富村 11.松里村 12.日下部村 13.加納岩村 14.後屋敷村 15.七里村 16.大藤村 17.神金村 18.玉宮村 19.奥野田村 20.菱山村 21.休息村 22.山村 23.小佐手村 24.綿塚村 25.日川村 26.等々力村 27.勝沼村 28.鶴瀬村 29.初鹿野村（紫：山梨市 桃：笛吹市 赤：甲州市）

- 明治22年（1889年）7月1日 - 町村制の施行により、以下の町村が発足。［ ］は改めて再編された町村。（29村）
  - 岡部村、春日居村（現・笛吹市）
  - 平等村、上万力村、八幡村、岩手村、西保村、中牧村、諏訪村、三富村［釜川村・釜和原村および柚木村のうち上柚木］（現・山梨市）
  - 松里村［松里村および柚木村のうち下柚木］（現・甲州市）
  - 日下部村、加納岩村、後屋敷村（現・山梨市）
  - 七里村、大藤村、神金村、玉宮村、奥野田村、菱山村、休息村、山村、小佐手村、綿塚村（現・甲州市）
  - 日川村（現・山梨市）
  - 等々力村、勝沼村、鶴瀬村、初鹿野村（現・甲州市）
- 明治24年（1891年）8月1日 - 郡制を施行。
- 明治29年（1896年）3月2日 - 勝沼村が町制施行し勝沼町となる。（1町28村）
- 大正12年（1923年）3月31日 - 郡会が廃止。郡役所は存続。
- 大正15年（1926年）6月30日 - 郡役所が廃止。以降は地域区分名称となる。
- 昭和3年（1928年）11月10日 - 七里村が町制施行・改称して塩山町となる。（2町27村）
- 昭和7年（1932年）
  - 4月1日 - 加納岩村が町制施行して加納岩町となる。（3町26村）
  - 12月1日 - 日下部村が町制施行して日下部町となる。（4町25村）
- 昭和16年（1941年）
  - 1月1日 - 小佐手村・山村・休息村・綿塚村が合併して東雲村が発足。（4町22村）
  - 2月11日 - 初鹿野村・鶴瀬村が東八代郡日影村・田野村・木賊村と合併して大和村が発足。（4町21村）
- 昭和17年（1942年）
  - 5月10日 - 勝沼町・等々力村が合併し、改めて勝沼町が発足。（4町20村）
  - 6月8日 - 諏訪村が町制施行して諏訪町となる。（5町19村）
  - 7月1日 - 平等村・上万力村が合併して山梨村が発足。（5町18村）
- 昭和29年（1954年）
  - 3月1日 - 奥野田村が塩山町に編入。（5町17村）
  - 3月20日 - 玉宮村が塩山町に編入。（5町16村）
  - 3月31日 - 松里村・大藤村・神金村が塩山町に編入。（5町13村）
  - 4月5日（4町11村）
    - 勝沼町・菱山村・東雲村が東八代郡祝村と合併し、改めて勝沼町が発足。
    - 塩山町が市制施行して塩山市となり、郡より離脱。

  - 5月17日 - 諏訪町・中牧村・西保村が合併して牧丘町が発足。（4町9村）
  - 7月1日 - 日下部町・加納岩町・山梨村・八幡村・岩手村・後屋敷村・日川村が合併して山梨市が発足し、郡より離脱。（2町4村）
- 昭和31年（1956年）9月30日 - 岡部村が東八代郡石和町・英村と合併し、改めて東八代郡石和町が発足、郡より離脱。（2町3村）
- 昭和32年（1957年）9月1日 - 春日居村が東八代郡石和町の一部（徳条・鎮目・国府）を編入。
- 昭和44年（1969年）10月1日 - 春日居村が町制施行して春日居町となる。（3町2村）
- 平成16年（2004年）10月12日 - 春日居町が東八代郡石和町・御坂町・一宮町・八代町・境川村と合併して笛吹市が発足し、郡より離脱。（2町2村）
- 平成17年（2005年）
  - 3月22日 - 牧丘町・三富村が山梨市と合併し、改めて山梨市が発足、郡より離脱。（1町1村）
  - 11月1日 - 勝沼町・大和村が塩山市と合併して甲州市が発足。同日東山梨郡消滅。

### 変遷表
| 明治22年7月1日  | 明治22年 - 大正15年 | 昭和1年 - 昭和20年              | 昭和21年 - 昭和29年          | 昭和21年 - 昭和29年    | 昭和31年 - 昭和63年                  | 平成1年 - 現在                | 現在   |
| --------------- | ------------------- | ------------------------------- | ---------------------------- | ---------------------- | ------------------------------------ | ----------------------------- | ------ |
| 日下部村        | 日下部村            | 昭和7年12月1日 町制             | 昭和29年7月1日 山梨市        | 昭和29年7月1日 山梨市  | 山梨市                               | 平成17年3月22日 山梨市        | 山梨市 |
| 加納岩村        | 加納岩村            | 昭和7年4月1日 町制              | 昭和29年7月1日 山梨市        | 昭和29年7月1日 山梨市  | 山梨市                               | 平成17年3月22日 山梨市        | 山梨市 |
| 平等村          | 平等村              | 昭和17年7月1日 山梨村           | 昭和29年7月1日 山梨市        | 昭和29年7月1日 山梨市  | 山梨市                               | 平成17年3月22日 山梨市        | 山梨市 |
| 上万力村        | 上万力村            | 昭和17年7月1日 山梨村           | 昭和29年7月1日 山梨市        | 昭和29年7月1日 山梨市  | 山梨市                               | 平成17年3月22日 山梨市        | 山梨市 |
| 八幡村          | 八幡村              | 八幡村                          | 昭和29年7月1日 山梨市        | 昭和29年7月1日 山梨市  | 山梨市                               | 平成17年3月22日 山梨市        | 山梨市 |
| 岩手村          | 岩手村              | 岩手村                          | 昭和29年7月1日 山梨市        | 昭和29年7月1日 山梨市  | 山梨市                               | 平成17年3月22日 山梨市        | 山梨市 |
| 後屋敷村        | 後屋敷村            | 後屋敷村                        | 昭和29年7月1日 山梨市        | 昭和29年7月1日 山梨市  | 山梨市                               | 平成17年3月22日 山梨市        | 山梨市 |
| 日川村          | 日川村              | 日川村                          | 昭和29年7月1日 山梨市        | 昭和29年7月1日 山梨市  | 山梨市                               | 平成17年3月22日 山梨市        | 山梨市 |
| 諏訪村          | 諏訪村              | 昭和17年6月8日 町制             | 昭和29年5月17日 牧丘町       | 昭和29年5月17日 牧丘町 | 牧丘町                               | 平成17年3月22日 山梨市        | 山梨市 |
| 中牧村          | 中牧村              | 中牧村                          | 昭和29年5月17日 牧丘町       | 昭和29年5月17日 牧丘町 | 牧丘町                               | 平成17年3月22日 山梨市        | 山梨市 |
| 西保村          | 西保村              | 西保村                          | 昭和29年5月17日 牧丘町       | 昭和29年5月17日 牧丘町 | 牧丘町                               | 平成17年3月22日 山梨市        | 山梨市 |
| 三富村          | 三富村              | 三富村                          | 三富村                       | 三富村                 | 三富村                               | 平成17年3月22日 山梨市        | 山梨市 |
| 七里村          | 七里村              | 昭和3年11月10日 町制改称 塩山町 | 塩山町                       | 昭和29年4月5日 市制    | 塩山市                               | 平成17年11月1日 甲州市        | 甲州市 |
| 奥野田村        | 奥野田村            | 奥野田村                        | 昭和29年3月1日 塩山町に編入  | 昭和29年4月5日 市制    | 塩山市                               | 平成17年11月1日 甲州市        | 甲州市 |
| 玉宮村          | 玉宮村              | 玉宮村                          | 昭和29年3月20日 塩山町に編入 | 昭和29年4月5日 市制    | 塩山市                               | 平成17年11月1日 甲州市        | 甲州市 |
| 松里村          | 松里村              | 松里村                          | 昭和29年3月31日 塩山町に編入 | 昭和29年4月5日 市制    | 塩山市                               | 平成17年11月1日 甲州市        | 甲州市 |
| 大藤村          | 大藤村              | 大藤村                          | 昭和29年3月31日 塩山町に編入 | 昭和29年4月5日 市制    | 塩山市                               | 平成17年11月1日 甲州市        | 甲州市 |
| 神金村          | 神金村              | 神金村                          | 昭和29年3月31日 塩山町に編入 | 昭和29年4月5日 市制    | 塩山市                               | 平成17年11月1日 甲州市        | 甲州市 |
| 勝沼村          | 明治29年3月2日 町制 | 昭和17年5月10日 勝沼町          | 昭和29年4月5日 勝沼町        | 昭和29年4月5日 勝沼町  | 勝沼町                               | 平成17年11月1日 甲州市        | 甲州市 |
| 等々力村        | 等々力村            | 昭和17年5月10日 勝沼町          | 昭和29年4月5日 勝沼町        | 昭和29年4月5日 勝沼町  | 勝沼町                               | 平成17年11月1日 甲州市        | 甲州市 |
| 菱山村          | 菱山村              | 菱山村                          | 昭和29年4月5日 勝沼町        | 昭和29年4月5日 勝沼町  | 勝沼町                               | 平成17年11月1日 甲州市        | 甲州市 |
| 小佐手村        | 小佐手村            | 昭和16年1月1日 東雲村           | 昭和29年4月5日 勝沼町        | 昭和29年4月5日 勝沼町  | 勝沼町                               | 平成17年11月1日 甲州市        | 甲州市 |
| 山村            | 山村                | 昭和16年1月1日 東雲村           | 昭和29年4月5日 勝沼町        | 昭和29年4月5日 勝沼町  | 勝沼町                               | 平成17年11月1日 甲州市        | 甲州市 |
| 休息村          | 休息村              | 昭和16年1月1日 東雲村           | 昭和29年4月5日 勝沼町        | 昭和29年4月5日 勝沼町  | 勝沼町                               | 平成17年11月1日 甲州市        | 甲州市 |
| 綿塚村          | 綿塚村              | 昭和16年1月1日 東雲村           | 昭和29年4月5日 勝沼町        | 昭和29年4月5日 勝沼町  | 勝沼町                               | 平成17年11月1日 甲州市        | 甲州市 |
| 東八代郡 祝村   | 東八代郡 祝村       | 東八代郡 祝村                   | 昭和29年4月5日 勝沼町        | 昭和29年4月5日 勝沼町  | 勝沼町                               | 平成17年11月1日 甲州市        | 甲州市 |
| 初鹿野村        | 初鹿野村            | 昭和16年2月11日 大和村          | 大和村                       | 大和村                 | 大和村                               | 平成17年11月1日 甲州市        | 甲州市 |
| 鶴瀬村          | 鶴瀬村              | 昭和16年2月11日 大和村          | 大和村                       | 大和村                 | 大和村                               | 平成17年11月1日 甲州市        | 甲州市 |
| 東八代郡 日影村 | 東八代郡 日影村     | 昭和16年2月11日 大和村          | 大和村                       | 大和村                 | 大和村                               | 平成17年11月1日 甲州市        | 甲州市 |
| 東八代郡 田野村 | 東八代郡 田野村     | 昭和16年2月11日 大和村          | 大和村                       | 大和村                 | 大和村                               | 平成17年11月1日 甲州市        | 甲州市 |
| 東八代郡 木賊村 | 東八代郡 木賊村     | 昭和16年2月11日 大和村          | 大和村                       | 大和村                 | 大和村                               | 平成17年11月1日 甲州市        | 甲州市 |
| 春日居村        | 春日居村            | 春日居村                        | 春日居村                     | 春日居村               | 昭和44年10月1日 町制                 | 平成16年10月12日 笛吹市の一部 | 笛吹市 |
| 岡部村          | 岡部村              | 岡部村                          | 岡部村                       | 岡部村                 | 昭和31年9月30日 東八代郡石和町の一部 | 平成16年10月12日 笛吹市の一部 | 笛吹市 |

## 行政
歴代郡長
| 代 | 氏名 | 就任年月日                 | 退任年月日                | 備考                   |
| -- | ---- | -------------------------- | ------------------------- | ---------------------- |
| 1  |      | 明治11年（1878年）12月19日 |                           |                        |
|    |      |                            | 大正15年（1926年）6月30日 | 郡役所廃止により、廃官 |